# Jim Jordan (político)
James Daniel Jordan (Urbana, Ohio, Estados Unidos; 17 de febrero de 1964) es un político estadounidense que se desempeña como representante de los Estados Unidos para el cuarto distrito de Ohio para el Congreso desde 2007. Miembro del Partido Republicano, Jordan es un ex luchador universitario y entrenador de lucha libre universitario.
Jordan es miembro fundador del conservador Freedom Caucus, y fue su primer presidente de 2015 a 2017, y su vicepresidente desde 2017. Fue el miembro de mayor rango del Comité de Supervisión de la Cámara de 2019 a 2020. Dejó ese puesto para convertirse en el miembro de mayor rango del Comité Judicial de la Cámara, del cual asumió la presidencia en 2023.
Jordan es un aliado cercano del expresidente Donald Trump. Durante la presidencia de Trump, Jordan intentó desacreditar las investigaciones sobre la supuesta interferencia rusa en las elecciones de 2016 y organizó una sentada para evitar una audiencia de investigación de juicio político a Trump por la controversia telefónica entre Trump y Zelenski. Después de que Joe Biden ganara las elecciones presidenciales de 2020 y Trump intentara revocar las elecciones, Jordan apoyó demandas para impugnar los resultados electorales y votó a favor de no certificar los resultados del Colegio Electoral. Se negó a cooperar con el Comité Selecto de la Cámara de Representantes de los Estados Unidos sobre el asalto del 6 de enero, que lo citó el 12 de mayo de 2022.
Jordan, quien se opuso a Kevin McCarthy durante su fallido intento de suceder a Boehner como presidente de la Cámara en 2015, se convirtió más tarde en uno de los aliados más cercanos de McCarthy; Jordan apoyó a McCarthy durante la elección del presidente de la Cámara en enero de 2023. Después de que McCarthy fue destituido como presidente, Jordan se postuló en la elección de octubre de 2023 para reemplazarlo. Se convirtió en el segundo nominado de la Conferencia Republicana de la Cámara después de que Steve Scalise se retirara, pero no logró ganar la presidencia en tres rondas de votación y su nominación fue revocada.

## Primeros años
Jordan nació y creció en el condado de Champaign, Ohio, hijo de Shirley y John Jordan. Asistió y luchó en la Graham High School, donde se graduó en 1982. Ganó campeonatos estatales los cuatro años que estuvo en la escuela secundaria y acumuló un récord de 156-1 en victorias y derrotas. Luego se matriculó en la Universidad de Wisconsin-Madison, donde se convirtió en dos veces campeón de lucha de la División I de la NCAA. Jordan ganó los campeonatos de la NCAA de 1985 y 1986 en la categoría de peso de 61 kg. Se graduó con una licenciatura en economía en 1986. Perdió la semifinal de peso pluma de 57 a 62 kg en las pruebas de lucha olímpica de Estados Unidos de 1988, y no pudo clasificarse para el equipo olímpico de lucha libre.
Jordan obtuvo una maestría en educación de la Universidad Estatal de Ohio y un doctorado en derecho de la Facultad de Derecho de la Universidad Capital. En una entrevista de 2018, Jordan dijo que nunca se presentó al examen de la barra de abogados.

## Cámara de Representantes

### Elección
Jordan representa el cuarto distrito de Ohio para el Congreso, que se extiende desde el lago Erie hasta justo debajo de Urbana en el centro norte y oeste de Ohio e incluye Lima, Marion, Tiffin, Norwalk y Elyria. Ganó las primarias republicanas para el cuarto distrito en 2006 después de que Mike Oxley, titular de 26 años, anunciara su retiro. Jordan derrotó al candidato demócrata Rick Siferd en las elecciones generales con el 60% de los votos.
Jordan fue reelegido en 2008, derrotando al candidato demócrata Mike Carroll con el 65% de los votos. En 2010, fue reelegido nuevamente, derrotando al demócrata Doug Litt y al libertario Donald Kissick con el 71% de los votos. Jordan fue reelegido en 2012, 2014, 2016, 2018, 2020 y 2022.

### Tenencia
Jordan presidió el Comité de Estudio Republicano durante el 112º Congreso, mientras rechazaba un puesto en el Comité de Asignaciones. Durante el cierre del gobierno estadounidense de 2013, fue considerado el miembro más poderoso del comité. Ese grupo fue el principal proponente y ejecutor de la estrategia republicana del Congreso para provocar un cierre del gobierno con el fin de forzar cambios en la Ley del Cuidado de Salud a Bajo Precio, conocida también como Obamacare.
Jordan recibió un voto para presidente de la Cámara de Representantes de los Estados Unidos en el 113.º Congreso de un compañero conservador de derechas, el presidente del Tea Party Caucus, Tim Huelskamp. Jordan recibió dos votos para presidente durante el 114.º Congreso. El 26 de julio de 2018, anunció su candidatura a presidente después de que Paul Ryan se retirara, pero perdió ante Kevin McCarthy. Su campaña terminó cuando los demócratas obtuvieron la mayoría en la Cámara. Posteriormente, Jordan hizo campaña para ser líder de la minoría de la Cámara. La ex representante del estado de Ohio, Capri Cafaro, dijo que Jordan «es alguien que se ha ganado la reputación de ser un perro de ataque, alguien que conoce los medios, alguien que es un firme partidario del presidente y que tiene la habilidad necesaria para tomar la iniciativa para el Partido Republicano». Perdió su candidatura ante McCarthy en una votación de 159 a 43. En 2023, Jordan volvió a ser considerado para el puesto de presidente después de que McCarthy no lograra ganarlo después de tres rondas de votación.
Jordan fue el miembro de mayor rango del Comité de Supervisión de la Cámara de Representantes desde enero de 2019 hasta junio de 2020, con un breve interludio en marzo de 2020. Fue reemplazado por James Comer.
El distrito de Jordan se ha ido rediseñando con el tiempo para minimizar el área urbana (como Toledo, Columbus o Cleveland) y aumentar el área rural; ahora se extiende desde el lago Erie casi hasta Dayton. En mayo de 2019, un panel federal de tres jueces dictaminó que el mapa del distrito del Congreso de Ohio era inconstitucional debido a una manipulación partidista y ordenó a Ohio que creara un nuevo mapa a tiempo para las elecciones de 2020. Pero después de que la Corte Suprema de los Estados Unidos dictaminara en Rucho v. Common Cause que los tribunales no podían revisar las acusaciones de manipulación, los límites del distrito no cambiarían hasta que se volvieran a dibujar los mapas en 2022.
En diciembre de 2021, el Comité Selecto de la Cámara de Representantes sobre el asalto del 6 de enero publicó el contenido parcial de un mensaje de texto que un legislador anónimo envió al jefe de gabinete de la Casa Blanca, Mark Meadows, antes de la certificación final programada de los electores presidenciales el 6 de enero de 2021. El extracto decía: «El 6 de enero de 2021, el vicepresidente Mike Pence, como presidente del Senado, debería declarar todos los votos electorales que considere inconstitucionales como si no hubiera ningún voto electoral». El día después de su publicación, Jordan reconoció haber enviado el mensaje, pero dijo que simplemente lo había reenviado después de recibirlo del abogado Joseph Schmitz. Tanto Jordan como Meadows afirmaron que el comité había alterado el contexto del extracto al colocar mal un punto.

#### Freedom Caucus
Durante el 114º Congreso, Jordan y otros ocho miembros del Congreso fundaron el Freedom Caucus, un bloque de conservadores que trabajan «para promover una agenda de gobierno constitucional limitado» en el Congreso. Se desempeñó como el primer presidente del grupo. En última instancia, se atribuyó al caucus el mérito de haber empujado al presidente John Boehner a jubilarse.

## Posiciones políticas
Según The Dayton Daily News, Jordan "es conocido por ser uno de los miembros más conservadores del Congreso".
Jordan ha obtenido una puntuación perfecta de la Unión Conservadora Estadounidense. Ha votado de manera consistente a favor de la legislación antiaborto y fue respaldado por Ohio Right to Life en 2012. Durante el 112.º Congreso, fue uno de los 40 miembros "firmes" del Comité de Estudio Republicano que con frecuencia votaban en contra de la dirección del Partido Republicano y expresaban abiertamente su descontento con los proyectos de ley de la Cámara.
Jordan fue un crítico destacado del programa de Modificación Asequible para la Vivienda (HAMP) del presidente Barack Obama, abogando por su cierre.
Jordan ha apoyado la continua producción y mejora de los tanques M1 Abrams en su distrito.
Jordan, junto con todos los demás republicanos del Senado y la Cámara, votó en contra de la Ley del Plan de Rescate Estadounidense de 2021.

### Donald Trump
Jordan ha sido un firme defensor y aliado cercano de Trump. Cuando Anderson Cooper le preguntó en abril de 2018 si alguna vez había escuchado a Trump decir una mentira, Jordan respondió: "No lo he hecho" y "no se me viene nada a la mente". También agregó: "No sé si [Trump alguna vez] ha dicho algo incorrecto por lo que necesite disculparse".

### Política antimonopolio y tecnología
Jordan ha criticado a las grandes empresas tecnológicas, aunque se opone a las propuestas de dividir estas compañías mediante la aplicación de leyes antimonopolio.
Google ha contribuido a su campaña política desde 2012, incluyendo $10,000 en 2020. Tucker Carlson criticó a Jordan por aceptar donaciones de Google.
En 2023, Jordan se negó a nombrar a Ken Buck como presidente del Subcomité de Antimonopolio, a pesar de que Buck era el republicano con más antigüedad en el comité y un defensor de la aplicación de leyes antimonopolio. Los conservadores criticaron a Jordan por esta decisión.

### Investigación sobre desinformación
Como presidente del Comité Judicial de la Cámara de Representantes, Jordan está encabezando una campaña legal contra investigadores de universidades, centros de estudios y empresas privadas que estudian la desinformación. Entre los afectados se incluyen el Observatorio de Internet de Stanford en la Universidad Stanford, la Universidad de Washington, el Laboratorio de Investigación Forense Digital del Atlantic Council y la firma de análisis de redes sociales Graphika. Desde enero de 2023, cuando los republicanos obtuvieron la mayoría en la Cámara, el Comité Judicial ha enviado cartas, citaciones y amenazas de acciones legales a investigadores, exigiendo notas, correos electrónicos y otros registros, incluso de estudiantes en prácticas, que datan de 2015.
Los proyectos afectados incluyen la Alianza por la Integridad Electoral, formada para identificar intentos de "suprimir la votación, reducir la participación, confundir a los votantes o deslegitimar los resultados electorales sin evidencia", y el Proyecto Virality, que ha examinado la difusión de afirmaciones falsas sobre vacunas. Jordan afirma que tales organizaciones trabajaron con el gobierno para censurar el discurso conservador en línea. Aunque los grupos de investigación pueden haber informado sobre contenido problemático, "no ha surgido evidencia de que los funcionarios del gobierno hayan coaccionado a las empresas para que tomen medidas contra cuentas". Los investigadores argumentan que tienen libertad académica para estudiar las redes sociales y la desinformación, así como libertad de expresión para informar sobre sus resultados.
Investigaciones previas han indicado que la difusión de desinformación y propaganda en los Estados Unidos ha estado asociada con el desarrollo de medios cada vez más "partidistas", apareciendo con más fuerza en fuentes de derecha como Breitbart, The Daily Caller y Fox News. Las acciones de Jordan y el Comité Judicial de la Cámara han sido descritas como un "intento de enfriar la investigación", creando un "efecto escalofriante" a través de mayores demandas de tiempo, costos legales y acoso en línea a los investigadores.

### Cuidado de la salud y política de drogas
Jordan se opone a la Ley de Cuidado de Salud a Bajo Precio (Affordable Care Act), y ha pedido su derogación. También se opone a los requisitos de vacunación, describiéndolos como "antiamericanos".
Desde que asumió el cargo, Jordan ha votado en contra de los esfuerzos para liberalizar la política federal sobre la marihuana. Apoya la clasificación permanente de las "sustancias relacionadas con el fentanilo" como drogas de Clase I bajo la Ley de Sustancias Controladas. En 2017, Jordan argumentó que "las cosas más beneficiosas se pueden hacer a nivel local" en respuesta a la epidemia de opioides.

### Medio ambiente
En julio de 2008, Jordan fue el primer miembro del Congreso en firmar la promesa "No Climate Tax" redactada por el grupo de defensa política conservadora Americans for Prosperity.
En el Congreso, Jordan votó a favor de abrir la Plataforma Continental Exterior a la perforación petrolera, impedir que la EPA regule los gases de efecto invernadero y excluir los gases de efecto invernadero de las reglas de la Ley de Aire Limpio. También votó en contra de imponer límites a la contaminación por dióxido de carbono responsable del calentamiento global, de los créditos fiscales para electricidad renovable, de los incentivos fiscales para la energía renovable y la conservación de energía, y de reducir los subsidios para la exploración de compañías de petróleo y gas.

### Aborto
Jordan se opone al aborto y apoya la prohibición de financiamiento federal a Planned Parenthood.
El 12 de julio de 2022, Jordan tuiteó al The Washington Examiner que un informe sobre una niña de 10 años de Ohio que viajó a Indiana para obtener un aborto legal después de ser violada era una mentira. Eliminó el tuit el 13 de julio después de que la policía arrestara al violador, quien confesó haber violado a la niña dos veces, y la policía confirmara que el informe sobre su aborto en Indiana era correcto.

### Impuestos
Mientras servía en el Senado de Ohio, Jordan apoyó la Enmienda de Limitación de Impuestos y Gastos, una enmienda constitucional estatal que requeriría un voto popular para aumentar los impuestos o incrementar el gasto por encima de ciertos límites.

### Política exterior
Jordan fue uno de los 60 republicanos que se opusieron a condenar la acción de Trump de retirar fuerzas de Siria. Según The American Conservative, junto con Matt Gaetz y un pequeño grupo de republicanos, rompió con el partido y votó para poner fin a la asistencia saudita en la guerra en Yemen.
En junio de 2021, Jordan fue uno de los 49 republicanos de la Cámara que votaron para derogar la AUMF contra Irak. En 2023, fue uno de los 47 republicanos que votaron a favor de la Resolución Concurrente H.Con.Res. 21, que instruía al presidente Joe Biden a retirar las tropas estadounidenses de Siria en un plazo de 180 días.
Desde el inicio de la invasión rusa de Ucrania en 2022, se informa que Jordan ha votado en contra de casi todas las leyes para proporcionar asistencia militar a Ucrania.
Jordan apoyó proporcionar ayuda a Israel tras la guerra Israel-Hamás de 2023.

### Derechos LGBTQ
En 2015, Jordan copatrocinó una resolución para enmendar la Constitución de EE. UU. con el objetivo de prohibir el matrimonio entre personas del mismo sexo. Jordan condenó el fallo de la Corte Suprema en Obergefell v. Hodges, que determinó que las prohibiciones del matrimonio entre personas del mismo sexo violaban la Constitución.
Irónicamente fue asistente de la universidad de Ohio y en el documental de hbo niega haber visto abusos de sus alumnos, cuando todo personal de la universidad en los años 80s sabia que el doctor del equipo de lucha abusaba sexualmente de los alumnos varones y el mismo negó todo. Los alumnos lo culpan de que si sabía. Y la corte suprema rechazo el pedido de la universidad de ohio para prescribir la causa, cuando la misma universidad les ofreció a cada alumno abusado 250.000 dólares para cerrar cargos contra la universidad, todos los rechazaron ya que el promedio es de 1.500.000 en mismas universidades, por lo tanto la corte suprema rechazo dar el visto para proscripción y reenvío a su estado otra vez a que siga sosteniendo la causa. El representante sabia según los ex alumnos y los negó y presionó al coach que no hablara. Cuando anteriormente el coach había dicho a todos los alumnos que iba a ser su testigo.

### Veteranos
Jordan votó en contra de la Ley PACT, que expandió los beneficios del Departamento de Asuntos de los Veteranos (VA) para los veteranos expuestos a productos químicos tóxicos durante su servicio militar. Con respecto al cannabis, a pesar de la presión de organizaciones de veteranos como la DAV, Jordan también votó en contra de la Enmienda de Igualdad de Acceso para Veteranos en 2016.

### COVID-19
Jordan apoyó las protestas en abril de 2020 que se opusieron a los cierres gubernamentales destinados a frenar la propagación de la pandemia de COVID-19 en Estados Unidos. Se opone a los mandatos de vacunación, calificándolos de "antiamericanos". Jordan criticó a Anthony Fauci durante las audiencias en el Congreso sobre sus recomendaciones de políticas durante la pandemia, y en 2021 pidió la renuncia de Fauci. En diciembre de 2021, cuando el promedio de muertes diarias por COVID-19 en Estados Unidos era de 1,659, Jordan declaró que "la América real ha terminado con COVID-19. Las únicas personas que no entienden eso son Fauci y Biden". En 2023, Jordan invitó al activista antivacunas Robert F. Kennedy Jr. a testificar ante el Congreso sobre la supuesta censura de sus opiniones en las redes sociales. Jordan defendió un tuit de Kennedy que implicaba que Hank Aaron, quien murió en 2021 por causas naturales, había fallecido debido a la administración de la vacuna contra el COVID-19. Jordan afirmó que el tuit de Kennedy no era "inexacto en cuanto a los hechos. Hank Aaron, persona real, gran estadounidense, falleció después de recibir la vacuna. Señalando, simplemente señalando hechos".